# Rauhhorn-Zug
Rauhhorn-Zug – podgrupa pasma Alp Algawskich. Leży w Niemczech, w Bawarii na pograniczu z Austrią, na wschód od Bad Hindelang.
Najwyższe szczyty:
- Kesselspitz (2284 m),
- Glasfelderkopf (2271 m),
- Gaishorn (2247 m),
- Rauhhorn (2240 m),
- Lärchwand (2187 m),
- Kastenkopf (2129 m),
- Kugelhorn (2126 m),
- Lahnerkopf (2121 m),
- Sattelköpfe (2097 m),
- Schänzlekopf (2068 m),
- Knappenkopf (2066 m),
- Schänzlespitze (2050 m),
- Ponten (2045 m),
- Bschießer (2000 m),
- Kirchendach (1991 m),
- Zerrerköpfle (1945 m),
- Kühgundspitze (1890 m),
- Iseler (1876 m).